# T-Online

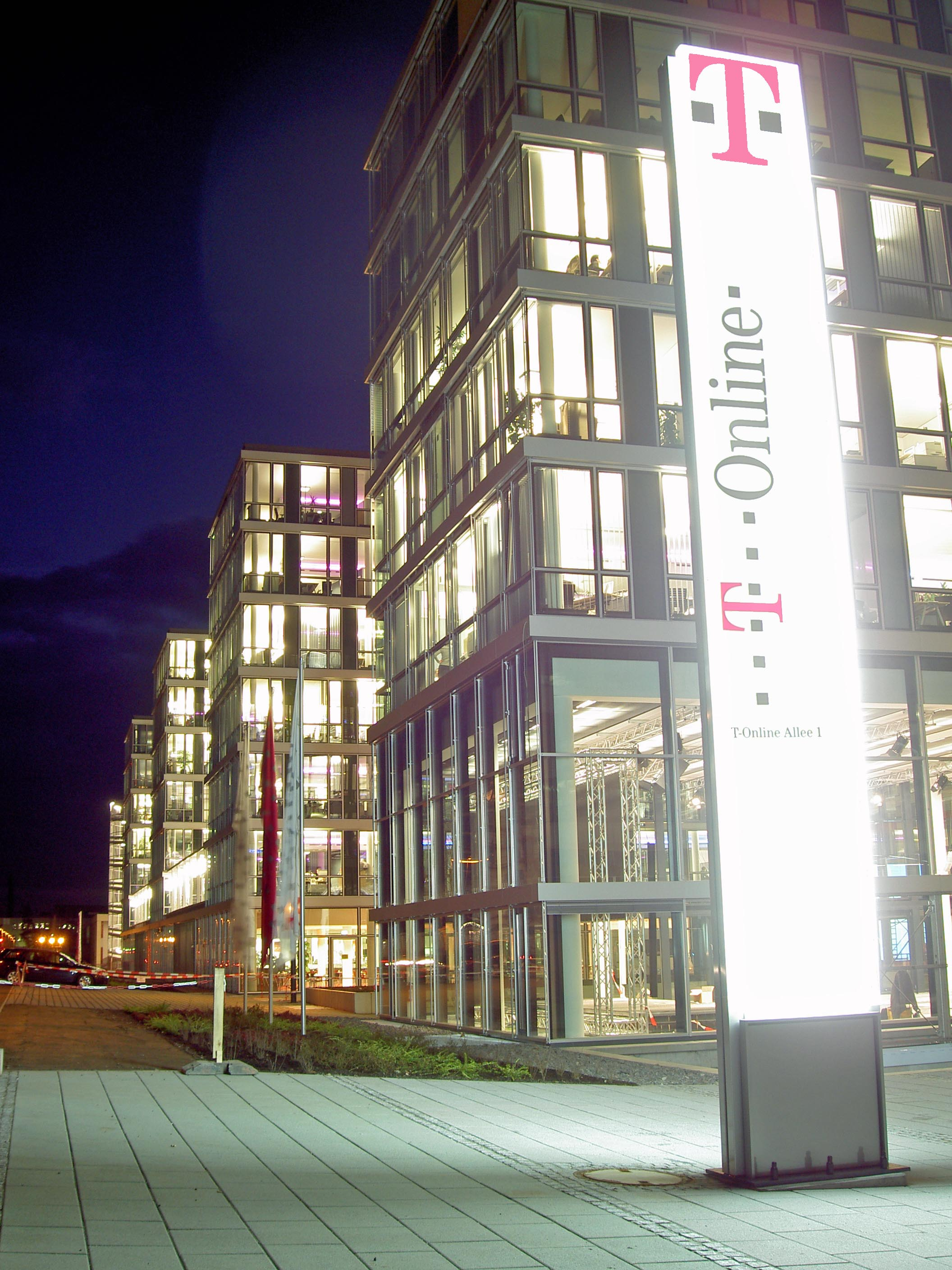
Siège à Darmstadt

T-Online, une division de Deutsche Telekom, est le plus grand  fournisseur d'accès à internet d'Allemagne.
T-Online a une estimation de 13,4 millions de clients en Europe durant le premier trimestre 2004 et un volume de ventes d'environ 1,58 milliard d'euros en 2002. La société, basée à Darmstadt, emploie environ 2 600 personnes, dont 2 000 en Allemagne. Les titres T-Online sont échangés à la Deutsche Börse.
T-Online utilise les marques Ya.com en Espagne et Terravista au Portugal. En Autriche et en Suisse, la marque T-Online est utilisée telle quelle.
La filiale française Club internet a été vendue en mai 2007 à Neuf Cegetel. Les deux groupes ont obtenu le feu vert des autorités de la concurrence en juin 2007 pour mener à bien l'opération.
La filiale espagnole de T-Online Ya.com a été rachetée par France télécom (Orange) en juin 2007.